# Via Augusta
La Via Augusta était la plus longue voie romaine d'Hispanie, avec une longueur approximative de 1 500 km. Elle partait des Pyrénées pour rejoindre Gadès (aujourd'hui Cadix), en longeant la mer Méditerranée sur la majeure partie de son trajet.
C'est l'une des voies romaines les plus étudiées et les mieux connues depuis l'Antiquité. Elle apparaît dans des témoignages antiques comme les Gobelets de Vicarello et l'Itinéraire d'Antonin. Partant du sud, elle commençait à Gadès, ralliait l'actuelle localité de La Jonquera, puis se prolongeait avec la Via Domitia, qui bordait le sud de la Gaule transalpine et allait jusqu'à Rome. Cette voie romaine constituait la colonne vertébrale des axes de circulation en Hispanie romaine. Elle suit, au moins en partie, le tracé d'une voie plus ancienne appelée Voie héracléenne. La Via Augusta a porté différents noms à différentes époques Via Herculea ou Via Heraclea, Chemin d'Hannibal, Via Exterior, Chemin de Saint Vicente Mártir. L'empereur Auguste lui donne son nom lorsqu'il y fait faire des aménagements durant son Principat entre 8 et 2 av. J.-C., pour en faire une importante voie de communication et de commerce entre les villes, les provinces et les ports de la Méditerranée.
Actuellement, les routes nationales N-IV, N-420 (es) et N-340, ainsi que l'autoroute espagnole A-7, suivent souvent le même tracé que la Via Augusta. De fait, certains tracés de l'actuelle N-340 ont utilisé la voie romaine jusqu'au XXe siècle, qui était encore pavée dans les années 1920 durant la dictature de Primo de Rivera.

## Itinéraire

La péninsule Ibérique en 125 montrant la Via Augusta par son autre nom la Via Herculea.

## Vestiges
Sur le bec du pont de la Alcantarilla, à la limite de la commune d'Utrera (Séville), une inscription signale que la Via Augusta passait sur ce même pont, qui liait la province romaine de Bétique avec le nord de l'Hispanie romaine. La voie traversait le fleuve Betis (aujourd'hui le Guadalquivir) par le Pont d'Andújar dont huit arches de l'époque romaine ont été conservées à ce jour.
Plusieurs villes actuelles conservent son tracé, qui suit approximativement l'autoroute espagnole A-7. Il existe encore un tronçon assez important visible dans la commune de El Perelló. La voie romaine passait également sous l'Arc de Berà. À Barcelone, une rue porte le nom la voie romaine, il s'agit même de l'une des rues principales du district de Sarrià-Sant Gervasi, qui relie l'avenue Diagonale avec les tunnels de Vallvidrera, en passant par la place Molina. Son tracé passe également sous la ligne 6 des chemins de fer de la Généralité.
À Valence, la Via Augusta est visible dans deux lieux principaux de la ville ; le premier se trouve près de la cathédrale, dans le musée d'Almoina (es) qui intègre des vestiges de différentes époques de la ville ; et le deuxième est près de l'ancien palais de Benicarló (de la famille des Borgia), aujourd'hui siège du Parlement valencien. Dans le musée d'Almoina, en plus de quelques dizaines de mètres de pavés de la voie romaine, il est possible de voir des vestiges des colonnes antiques du temple des Nymphes de la même époque, un puits, ainsi que des vestiges de maisons wisigothes et arabes.

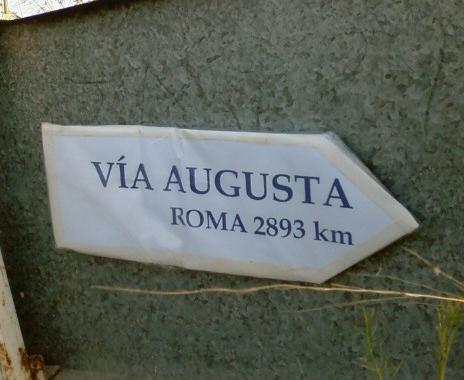
Panneau à El Puerto de Santa María (près de Cadix) indiquant la distance jusqu'à Rome par la Via Augusta
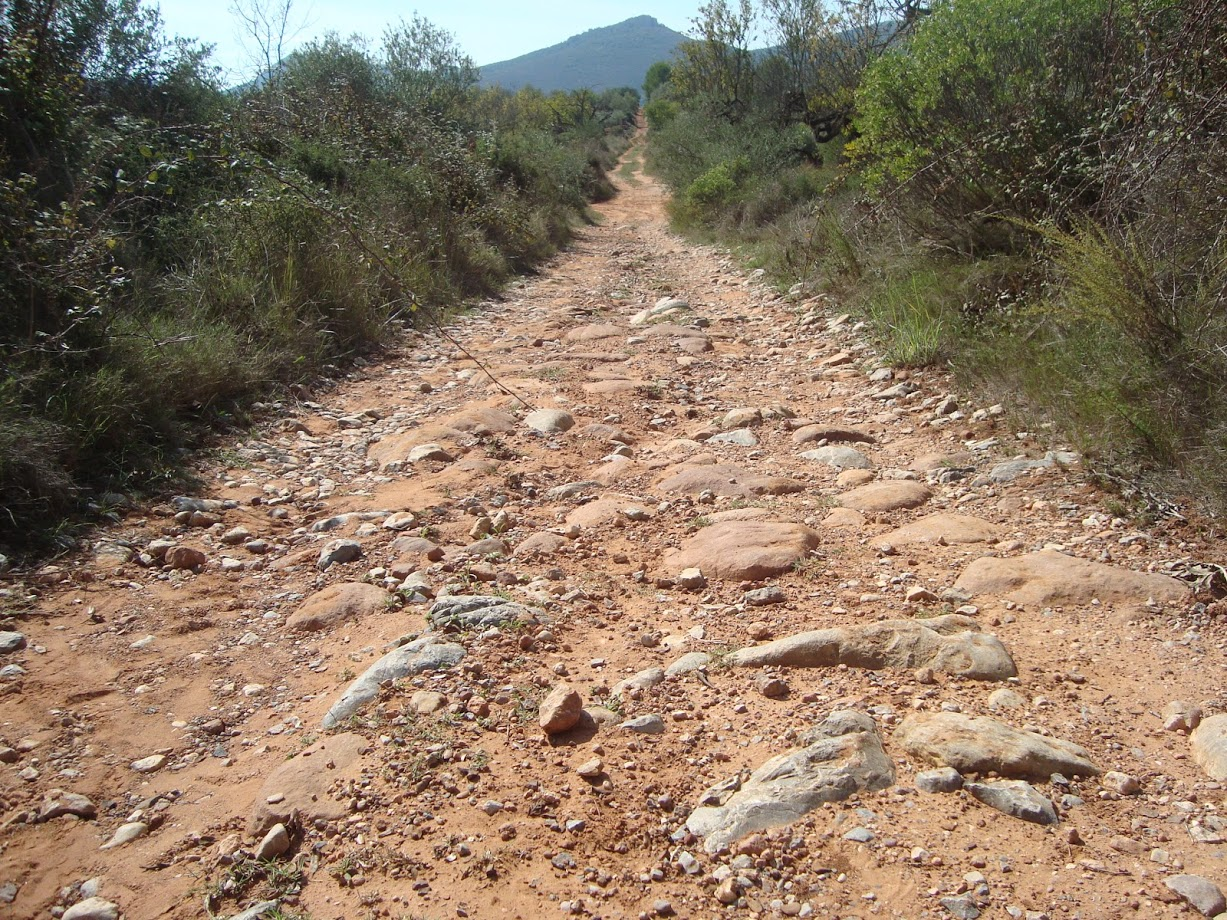
La via Augusta à La Pobla Tornesa (Valence)
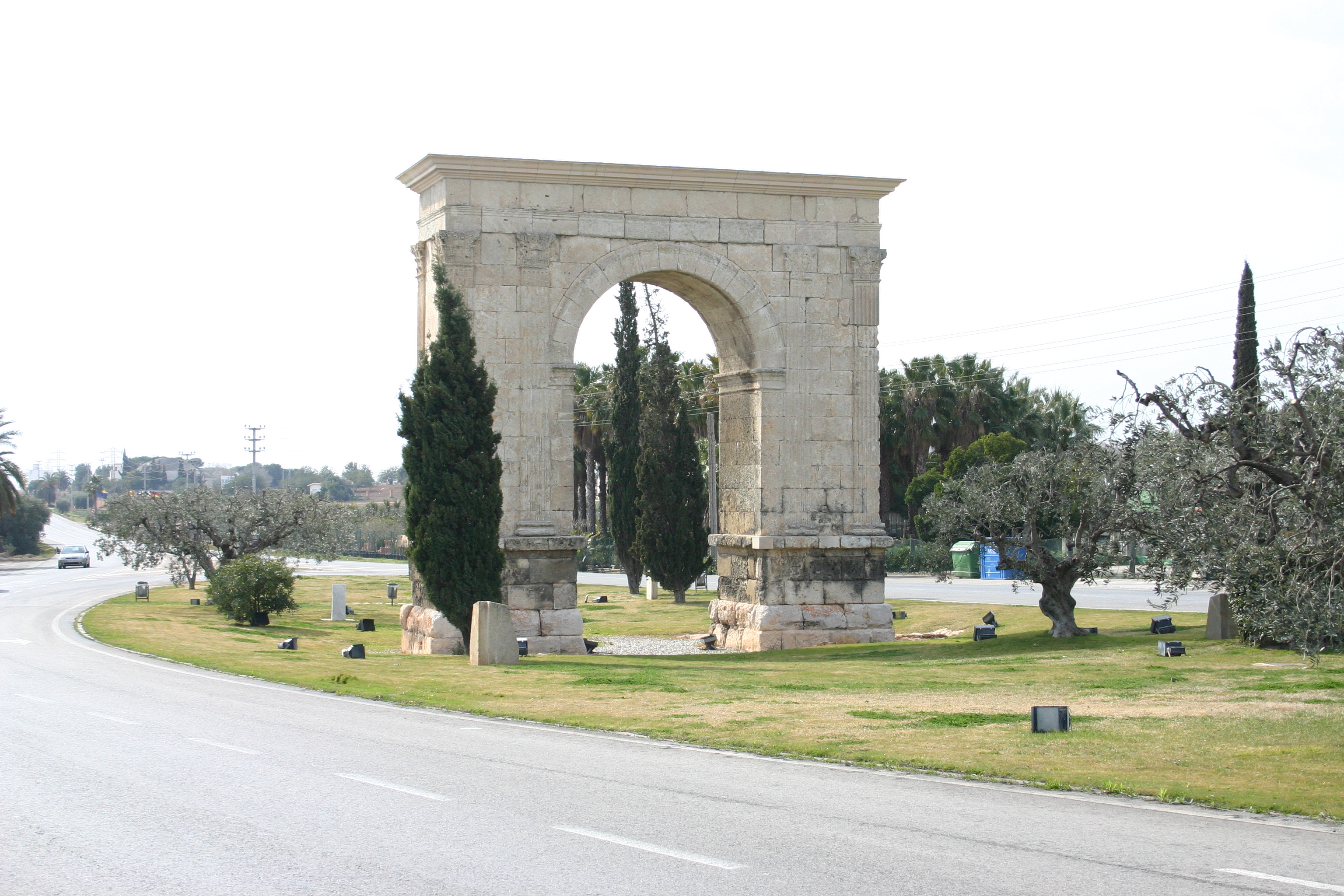
L'Arc de Berà : arc de triomphe romain à Roda de Barà, au nord de Tarragone. Cette section de l'ancienne Via Augusta correspond à l'actuelle N-340.